# Rob Valicevic
Robert Bryan „Rob“ Valicevic (* 6. Januar 1971 in Detroit, Michigan) ist ein ehemaliger US-amerikanischer Eishockeyspieler, der im Verlauf seiner aktiven Karriere zwischen 1991 und 2008 unter anderem 193 Spiele für die Nashville Predators, Los Angeles Kings, Mighty Ducks of Anaheim und Dallas Stars in der National Hockey League auf der Position des rechten Flügelstürmers bestritten hat. Darüber hinaus absolvierte Valicevic über 100 Partien für den ERC Ingolstadt in der Deutschen Eishockey Liga (DEL).

## Karriere
Valicevic begann seine Karriere im Sommer 1991 im Team der Lake Superior State University, nachdem er zuvor eine Spielzeit bei den Detroit Compuware Ambassadors in der North American Hockey League (NAHL) verbracht hatte. Mit den Lake Superior State Lakers spielte der Stürmer fortan in der US-amerikanischen Collegedivision Central Collegiate Hockey Association (CCHA). Dort gehörte er sofort zum Stammkader und gewann mit Lake Superior Lakers in den Jahren 1992 und 1994 die nationale Meisterschaft der National Collegiate Athletic Association (NCAA). Während des NHL Entry Draft 1991 wurde er von den New York Islanders aus der National Hockey League (NHL) in der sechsten Runde an insgesamt 114. Position ausgewählt. Der Linksschütze beendete sein Studium und wechselte daraufhin im Sommer 1995 in die American Hockey League (AHL) zu den Springfield Falcons, dem damaligen Farmteam der Hartford Whalers und Winnipeg Jets, für die er allerdings nur zwei Spiele absolvierte. Valicevic stand in dieser Zeit überwiegend im Kader der Louisiana IceGators aus der East Coast Hockey League (ECHL).
Weitere Karrierestation in den folgenden Jahren waren die Houston Aeros, mit denen er im Jahr 1999 den Turner Cup der International Hockey League (IHL) gewann. Im selben Jahr absolvierte der US-Amerikaner zudem seine ersten 19 Einsätze in der NHL für die Nashville Predators. Der damals 28-jährige konnte die Verantwortlichen überzeugen und gehörte fortan zum Kader der Predators. Nach weiteren zwei Jahren, in denen er 140-mal das Trikot der Predators getragen und dabei 29 Scorerpunkte erzielen hatte, schloss er sich als Free Agent den Los Angeles Kings an. Dort wurde er allerdings überwiegend in deren Farmteam, den Manchester Monarchs, in der AHL eingesetzt. Zur Saison 2002/03 unterschrieb er einen Einjahresvertrag bei den Mighty Ducks of Anaheim und wechselte nur ein Jahr später erneut die Organisation, als er sich den Dallas Stars anschloss. Während des Lockouts in der NHL-Saison 2004/05 spielte Valicevic in der finnischen SM-liiga für TPS Turku und in der United Hockey League (UHL) für die Flint Generals.
Nachdem sich Valicevic letzten Endes kaum noch Chancen auf ein erneutes Engagement in der NHL machte, forcierte er im Sommer 2005 einen Wechsel nach Europa. Dort wurden das Management des ERC Ingolstadt aus der Deutschen Eishockey Liga (DEL) auf ihn aufmerksam und transferierte ihn nach Deutschland. In Ingolstadt zeigte er gute Leistungen, dennoch wurde sein Vertrag am Ende der Spielzeit 2006/07 nicht verlängert. Er erzielte in 103 DEL-Spielen für die Panther 77 Punkte und gehörte damit zu den erfolgreichsten Scorern im Team. Seine aktive Eishockeykarriere beendete Valicevic am Ende der Spielzeit 2007/08, die er beim EC KAC in der österreichischen Erste Bank Eishockey Liga (EBEL) verbracht hatte, im Alter von 37 Jahren.

## Erfolge und Auszeichnungen
| - 1991 NAHL First All-Star Team - 1992 CCHA-Meisterschaft mit der Lake Superior State University - 1992 NCAA-Division-I-Championship mit der Lake Superior State University - 1993 CCHA-Meisterschaft mit der Lake Superior State University - 1993 CCHA All-Tournament Team | - 1994 NCAA-Division-I-Championship mit der Lake Superior State University - 1995 CCHA-Meisterschaft mit der Lake Superior State University - 1999 Turner-Cup-Gewinn mit den Houston Aeros - 2005 UHL Second All-Star Team |

## Karrierestatistik
(Legende zur Spielerstatistik: Sp oder GP = absolvierte Spiele; T oder G = erzielte Tore; V oder A = erzielte Assists; Pkt oder Pts = erzielte Scorerpunkte; SM oder PIM = erhaltene Strafminuten; +/− = Plus/Minus-Bilanz; PP = erzielte Überzahltore; SH = erzielte Unterzahltore; GW = erzielte Siegtore; 1 Play-downs/Relegation; Kursiv: Statistik nicht vollständig)